# Mosese Moala
Pour les articles homonymes, voir Moala.
Pas d'image ? Cliquez ici

a Compétitions nationales et continentales officielles uniquement.

b Matchs officiels uniquement.
Dernière mise à jour le 4 juillet 2017.
Mosese Moala, né le 14 juin 1978, est un joueur tongien de rugby à XV. Il a joué en équipe des Tonga et évolue au poste de pilier au Sporting club Tulliste (Fédérale 1) (1,92 m pour 130 kg).

## Carrière

### En club
- jusqu'en 2004 : Tofoa  Tonga
- 2004-2006 : US Tours (Fédérale 1)  France
- 2006-2010 : Biarritz olympique (Top 14)  France
- 2010-2011 : SU Agen (Top 14)  France
- 2011-2012 : CA Périgueux (Pro D2)  France
- 2012-2013 : Club Athletique Riberac Dordogne (Fédérale 2)  France
- 2013-2017 : SC Tulle (Fédérale 1)  France

### En équipe nationale
Il a connu sa première sélection en équipe des Tonga le 5 juin 2004 contre l'équipe des Fidji.

## Palmarès
- 2 sélections en équipe des Tonga en 2004